# Exocentrus dalbergianus
Exocentrus dalbergianus är en skalbaggsart som beskrevs av J. Linsley Gressitt 1951. Exocentrus dalbergianus ingår i släktet Exocentrus och familjen långhorningar. Inga underarter finns listade i Catalogue of Life.